# توني ديماركو (راقص)
توني ديماركو (بالإنجليزية: Tony DeMarco)‏ هو راقص أمريكي، ولد في 1898 في بوفالو في الولايات المتحدة، وتوفي في 14 نوفمبر 1965 في بالم بيتش في الولايات المتحدة.